# U-Bahn-Station Am Schöpfwerk
Am Schöpfwerk is een metrostation in het district Meidling van de Oostenrijkse hoofdstad Wenen. Het station werd geopend op 15 april 1995 en wordt bediend door lijn U6.

## Geschiedenis
Op 26 januari 1968 werd besloten om een metronet aan te leggen de nadere uitwerking van het metronet, de netzvariante M uit 1970 kende ten zuiden van Meidling een vertakking van de U6. Het noordelijkste station van de westtak (U6B), die de toen nieuwe woonwijken in het zuidwesten op de metro moest aansluiten, zou Am Schöpfwerk worden halverwege het gerealiseerde station en Tscherttegasse. 

## Sneltram
De bouw van de metro begon in 1969 met de aanleg van de nieuwe U1 en de ombouw van trajecten van de Stadtbahn en van een tramtunnel in het centrum. Voor de woonwijken in het zuidwesten werd een sneltram op vrije baan aangelegd die ten zuiden van de Philadelphiabrücke het voor de U6B gereserveerde traject gebruikte. Vlak ten zuiden van de aftakking van de Badner Bahn werd station Tscherttegasse ingevoegd en Am Schöpfwerk zelf werd iets naar het zuiden verschoven met perrons bij de overweg Am Schöpfwerk. De sneltram, lijn 64, begon op 24 september 1979 de dienst tussen Westbahnhof en de Rößlergasse, vanaf 27 september 1980 werd doorgereden tot Siebenhirten.

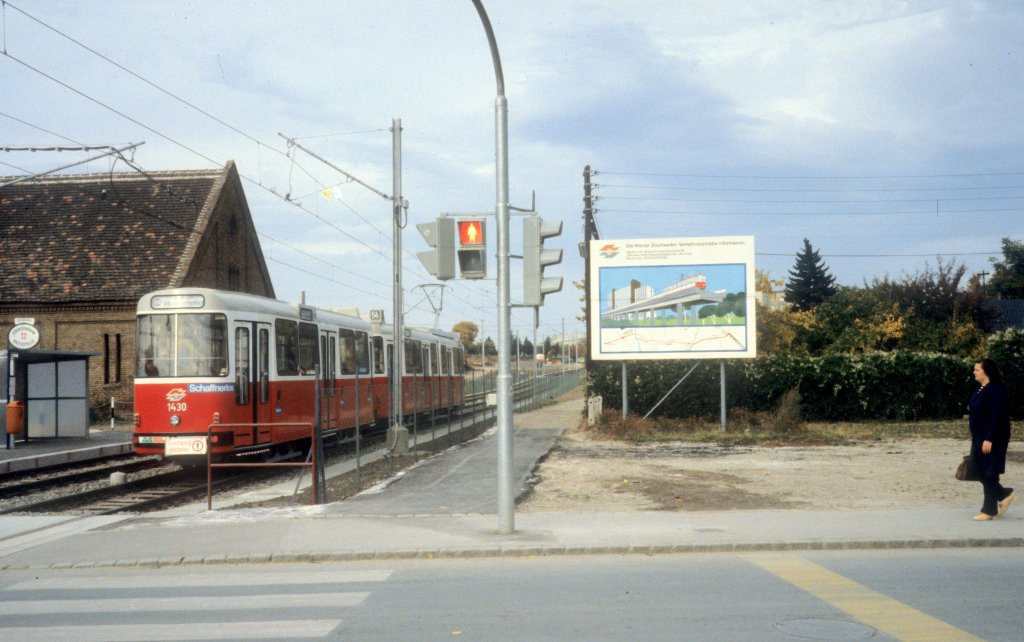
Het station in 1979 gezien uit het zuiden.
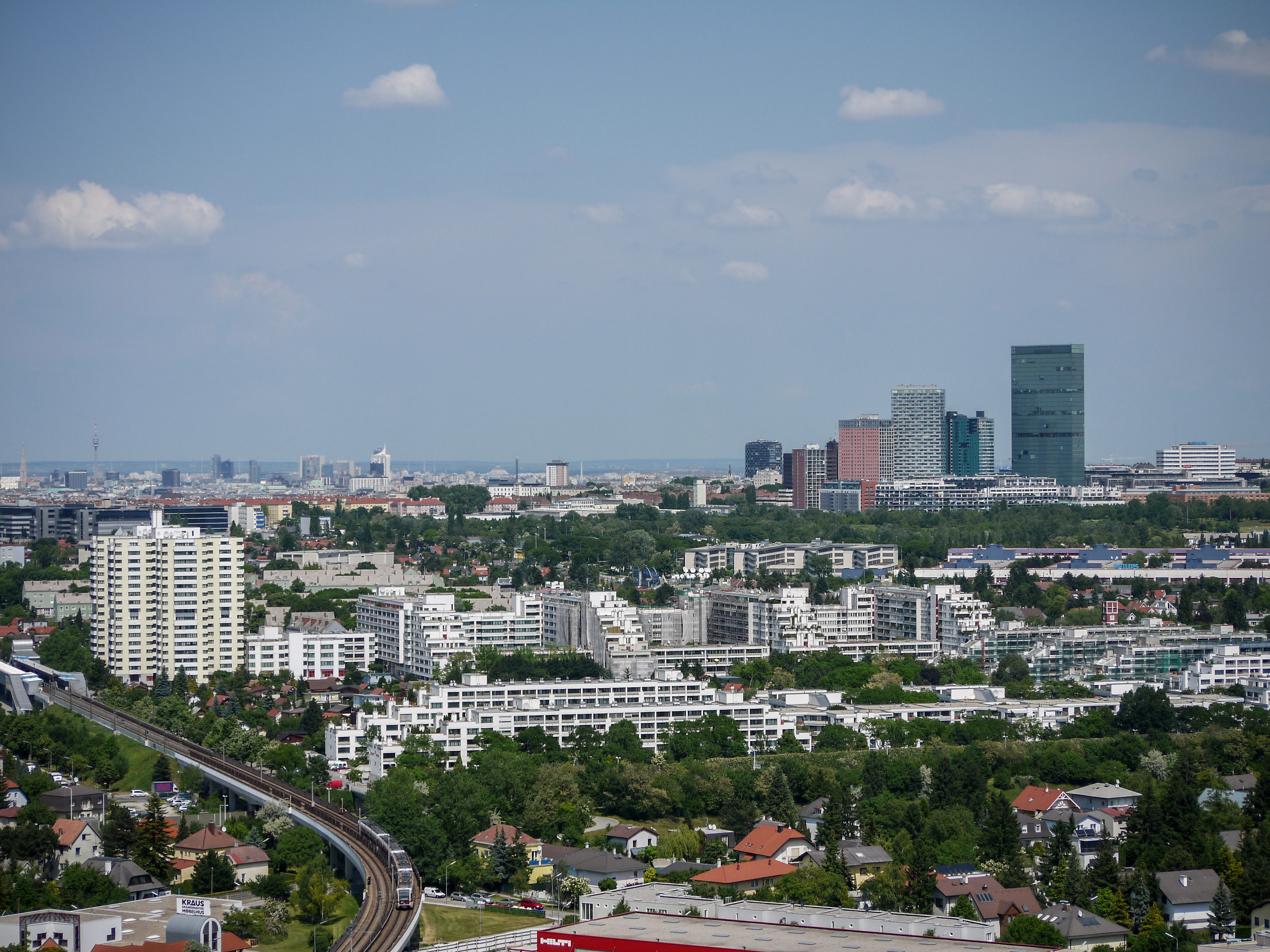
De wijk Schöpfwerk met links de metro gezien uit het zuiden.

## Metro
De ombouw van de sneltramlijn tot metro betekende dat de overwegen moesten worden vervangen door ongelijkvloerse kruisingen. Voor Am Schöpfwerk betekende dit nieuwbouw en een brug in plaats van een overweg aan de noordkant van het nieuwe station. Het nieuwe station werd gebouwd naar een ontwerp van J.G. Gsteu met de kenmerkende aluminium beplating en liftkokers met een boogdak. Ten zuiden van het station lag de sneltram al op een viaduct waarmee onder meer de ringweg van Wenen (Südosttangente) wordt gerkruist. Op 15 april 1995 was de ombouw gereed en ging het metroverkeer van start. 

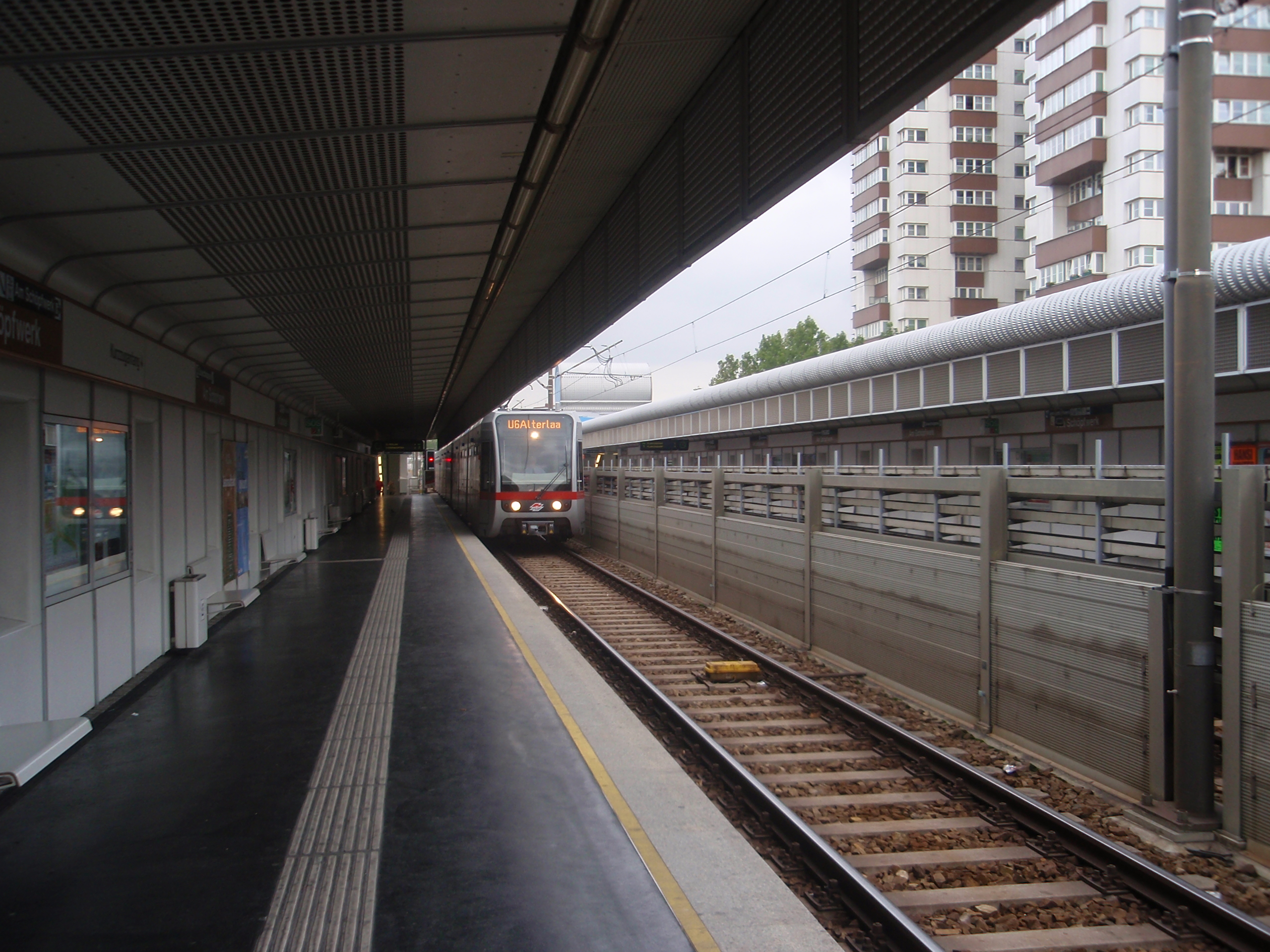
De metro langs het perron.
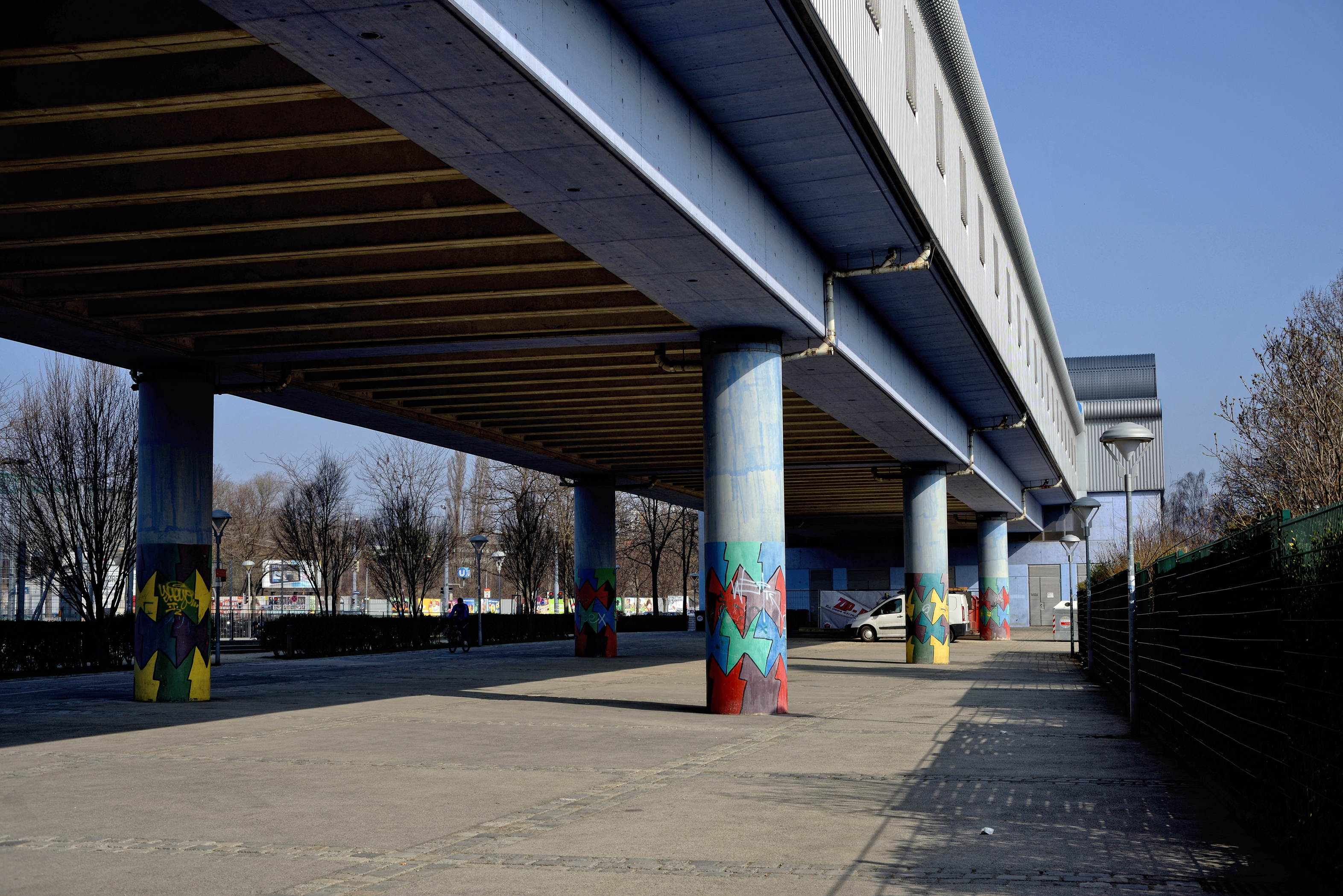
Onder de sporen en de perrons.
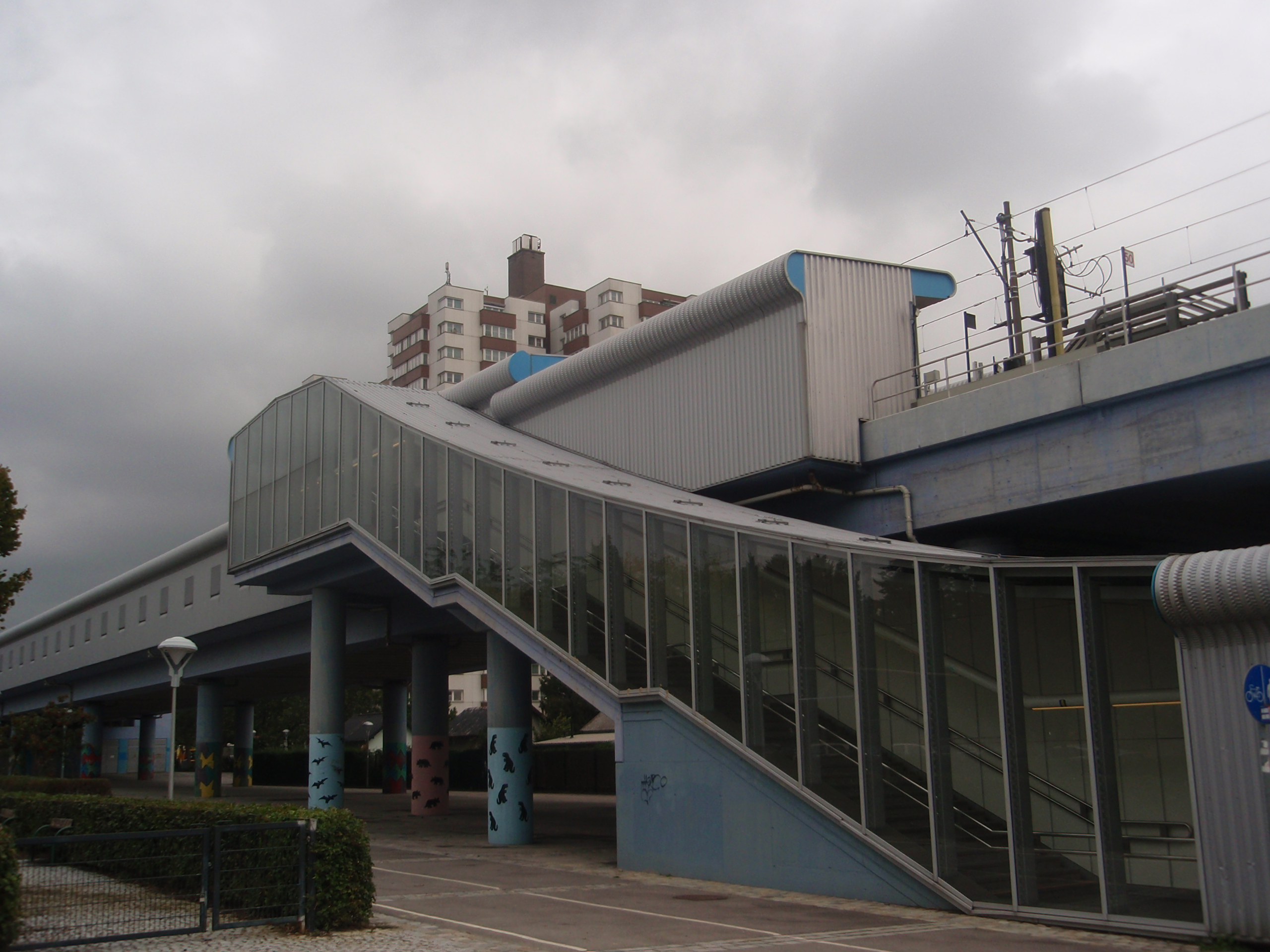
De zuidelijke toegang.